# بوآ ویستا، دماغه سبز
بوآ ویستا، کیپ ورد (به لاتین: Boa Vista, Cape Verde) یک جزیره در کیپ ورد است که در Barlavento Islands واقع شده‌است.

## خصوصیات
بوآ ویستا ۸٬۵۵۴ نفر جمعیت دارد و ۳۸۷ متر بالاتر از سطح دریا واقع شده‌است.

## خواهرخوانده
شهرهای آنادیا، سئیشال و Zocca خواهرخوانده‌های بوآ ویستا، کیپ ورد هستند.